# 粵通卡
粤通卡（英語：ETC）是广东联合电子服务股份有限公司（Unitoll）发行的一种道路不停车收费卡，及配套的广东省内高速公路電子道路收費系統。
该卡应用于广东省全省高速公路和部分普通收费公路及少量小区停车。中国建设银行和中国工商银行及各地粤通卡服务中心及中国石油加油站可以购买和充值。
车辆需安装电子标签仪并插卡才可在不停车收费通道通行，通行速度要求低于30公里/小时。电子标签只能由粤通卡的工作人员在各服务点为车主安装。粤通卡于2003年9月16日发行第一张卡。广东省所有高速公路（深汕高速公路东段和湛江海湾大桥）到2010年9月28日才完全实现联网收费。

## 发行卡种

### 粤通卡（储值卡）
粤通卡（储值卡）在卡内记录了资金信息，相当于一个电子钱包，用户通过高速公路缴费站时，用储值卡代替现金支付通行费，资金直接在卡上扣除。
粤通卡与中石油天然气股份有限广东销售分公司发行了“一卡双芯片”的联名卡（中油粤通卡），同时具有粤通卡（储值卡）及昆仑加油卡功能。

### 粤通卡（记帐卡）
粤通卡（记帐卡）是“先消费、后付款”的卡，用户通过高速公路缴费站时，暂时不用交费，电脑记录通行情况，系统将自动、分次从授权帐户中划扣客户名下记帐卡相关费用。
粤通卡与多家银行合作，发出联名记账卡，分别有以下几种：
- 粤通卡·龙卡（中国建设银行）
- 长城粤通卡（中国银行）
- 牡丹粤通卡（中国工商银行）
- 华夏粤通卡（华夏银行）
- 广发粤通卡（广发银行）

### 快易通–粤通卡
快易通–粤通卡为香港车主设计，可在广东省和香港使用。